# Diadegma kozlovi
Diadegma kozlovi är en stekelart som först beskrevs av Kokujev 1915.  Diadegma kozlovi ingår i släktet Diadegma och familjen brokparasitsteklar. Inga underarter finns listade i Catalogue of Life.